# Daniel Rapine
Daniel Rapine (* 11. Juni 1768 in Germantown, Province of Pennsylvania; † 11. Mai 1826 in Washington, D.C.) war ein US-amerikanischer Politiker. In den Jahren 1812 und 1813 war er Bürgermeister von Washington D.C.

## Werdegang
Daniel Rapine war gelernter Drucker und arbeitete später als Buchhändler. In dieser Eigenschaft kam er in die im Jahr 1800 von der Bundesregierung bezogene neue Bundeshauptstadt Washington. Zwischen 1802 und 1806 gehörte er dem dortigen Stadtrat an, in dem er 1812 erneut saß. In jenem Jahr wurden die politischen Strukturen der Hauptstadt reformiert. So wurde der bis dahin vom jeweiligen US-Präsidenten ernannte Bürgermeister nun vom Stadtrat gewählt. Rapine war damals einer der Kandidaten. Sein Gegenkandidat war der bisherige Amtsinhaber Robert Brent. Die Wahl ging unentschieden aus und Rapine wurde per Losentscheid zum neuen Bürgermeister bestimmt. Dieses Amt bekleidete er für ein Jahr (Juni 1812 bis Juni 1813). Da in jener Zeit der Britisch-Amerikanische Krieg ausgebrochen war, war Rapine auch mit dem Bau von Verteidigungsanlagen seiner Stadt befasst. Diese blieben aber so schwach, dass sie dem britischen Angriff im folgenden Jahr nicht standhalten konnten. Erwähnenswert ist noch, dass bis 1871 der Bürgermeister von Washington nicht den gesamten District of Columbia verwaltete. Die damals selbständige Stadt Georgetown stellte bis 1871 ihren eigenen Bürgermeister.
Nach dem Ende seiner Zeit als Bürgermeister arbeitete Rapine wieder als Buchhändler. Er starb am 11. Mai 1826 in Washington.